# Railroad Tycoon 3
Railroad Tycoon 3 es un videojuego en la série Railroad Tycoon, publicado en el 2003.
Al igual que Railroad Tycoon II, el juego contiene una campaña con varios escenarios, que se presentan por continentes: América del Norte, Europa y el mundo. La interfaz de la campaña es un interior de un museo del ferrocarril, con la voz de la guía del museo ancianos excéntrico de RT2.Además de estos, el juego contiene varios independientes escenarios, como la Italia de la posguerra, Francia, Europa Occidental en 1990, Australia, Alemania y más.
El pack de expansión gratuito Coast to Coast contiene algunas locomotoras nuevas, mapas y escenarios. Entre los escenarios son la Rusia imperial y la República Popular de China. Hay escenarios inusuales, así, entre ellos uno en el que Estados Unidos nunca se sometieron a la Revolución, en vez divididas en siete países diferentes.

## Sistema de juego
La interfaz del juego es en 3D, con movimiento de la cámara libre. La cuadrícula no es rígida, como lo fue en Railroad Tycoon y Railroad Tycoon 2,y las estructuras de ahora se puede girar 360 grados.La función de construcción de las vías no es muy realista, ya que estas se construyen a veces casi en ángulo a 90 grados entre sí.
El modelo económico ha sido revisado. En los juegos anteriores, las mercancías sólo pueden ser recogidas en una estación, y los ingresos dependen de la distancia entre estaciones. Las cargas en RT3 se mueven lentamente a través del mapa (en representación de transporte por carretera y agua) a lo largo del gradiente de un campo escalar que representa el precio, donde los sitios de suministro y la demanda funcionan como fuentes y sumideros. Los ingresos dependen de la diferencia de precio entre recogida y entrega. Esto tiene varios efectos, las materias primas pueden encontrar su camino a las industrias de procesado y obtener, sin ningún tipo de trenes involucrados, y un tren no es necesario para recoger las mercancías en la fuente.
Otros cambios incluyen: cada cargamento de correo, pasajeros y las tropas ahora tiene un destino, la configuración del auto puede ser automatizado, por lo que entrena siempre recoger los coches que producen los mayores ingresos, los edificios de almacén también aparecen en el juego, completando el mercado de productos básicos de la misma manera que los puertos de hacer, los trenes pueden pasar entre sí en una sola pista (como en RT1 el nivel más bajo de dificultad), sin necesidad de que las columnas de señalización, servicio y mantenimiento de depósitos, así como mejoras en la estación (oficinas de correos, restaurantes, etc), se colocan individualmente en el mapa, los jugadores pueden comprar las industrias, y también crear industrias de transformación donde quieran, las industrias de procesamiento tienen una capacidad limitada, pero se puede actualizar.

## Modos de juego

### Tutorial
En este modo se enseñan los aspectos básicos del juego.

### Un jugador
Esta opción se divide en tres modos diferentes:

#### 1. Campaña
Modo en el que debes completar misiones en distintos lugares y épocas ya sea en Europa , América del Norte u otros lugares.

#### 2. Escenario
Elijes un lugar para jugar entre los disponibles, un año y se te dan unos objetivos (dependiendo del escenario).

#### 3. Cajón de arena
Tienes más mapas para elegir y años que en el modo anterior, además de dinero infinito, también puedes elegir si deseas que los trenes se rompan y el clima, entre otras opciones.

### Multijugador
Este modo es parecido al modo "Escenario" de un jugador solo que juegas En línea o en una Red de área local